# بینیا (نیو ساوت ولز)
بینیا (به انگلیسی: Binya) یک شهرک در استرالیا است که در نیو ساوت ولز واقع شده‌است.